# Liste des châteaux du Haut-Rhin
Cet article recense de manière non exhaustive les châteaux (de défense ou d'agrément), maisons fortes, mottes castrales, situés dans la circonscription administrative du Haut-Rhin, sur le territoire de la collectivité européenne d'Alsace. Il est fait état des inscriptions et classements au titre des monuments historiques.

## Liste
| Icône            | Signification    | Abréviations             | Abréviations                  | Abréviations             | Abréviations           |
| ---------------- | ---------------- | ------------------------ | ----------------------------- | ------------------------ | ---------------------- |
| Château fort     | Château fort     | = Bastide                | = Ferme fortifiée             | = Maison forte           | = (Néo-)Palladianisme  |
| Renaissance      | Renaissance      | = Château gascon         | = Folie (montpelliéraine)     | = Manoir, Gentilhommière | = Résidence épiscopale |
| Domaine viticole | Domaine viticole | = Classicisme, classique | = Forteresse, fort(ification) | = Maison (noble)         | = Style Beaux-Arts     |
| Palais           | Palais           | = Commanderie            | = Gothique (flamboyant)       | = Néo-baroque            | = Style Second Empire  |
| Ruine ou disparu | Ruine, disparu   | = Château pinardier      | = Hôtel particulier           | = Néo-classique          | = Style italianisant   |
|                  |                  | = Demeure seigneuriale   | ... = Style Louis XII...XVI   | = Néo-gothique           | = Style troubadour     |
|                  |                  | = Éclectisme             | = Logis (seigneurial)         | = Néo-Renaissance        | = Villa (de Nice)      |
| Baroque, rococo  | Baroque, rococo  | = Édifice religieux      | = Motte castrale/féodale      | = Pavillon de chasse     | = Styles du XXe siècle |

| Type                                                                      | Château                                                               | Commune                           | Protection | Notes                                                                                     | Coordonnées                 | Illustration |
| ------------------------------------------------------------------------- | --------------------------------------------------------------------- | --------------------------------- | --- | ----------------------------------------------------------------------------------------- | --------------------------- | ------------ |
| Château fort · Ruine ou disparu                                           | Château d'Altkirch                                                    | Altkirch                          | Notice no IA68006182 « Photo », notice no IVR42_19866800687Z                                                    | Moyen Âge, détruit, à côté de l'église                                                    | 47° 37′ 28″ N, 7° 14′ 19″ E |              |
| Classicisme, classique · Ruine ou disparu                                 | Château des Andlau                                                    | Wittenheim                        | Notice no IA00050995                                                                                            | XVIIIe siècle, collège d'enseignement ménager Don Bosco                                   | 47° 48′ 46″ N, 7° 20′ 26″ E |              |
| Château fort · Ruine ou disparu                                           | Château d'Aspach-le-Haut                                              | Aspach-le-Haut                    | Notice no IA00024286                                                                                            | Moyen Âge, détruit, lieu inconnu                                                          |                             |              |
| Château fort · Ruine ou disparu                                           | Château de Bas-Hattstatt (Nieder-Hattstatt)                           | Hattstatt                         | Notice no IA68004294                                                                                            | XIIe siècle, disparu                                                                      | 48° 00′ 42″ N, 7° 18′ 04″ E |              |
| Styles xxe siècle                                                         | Château Baudry                                                        | Wattwiller                        | Notice no IA68004624                                                                                            | XXe siècle                                                                                | 47° 50′ 04″ N, 7° 10′ 24″ E |              |
| Motte castrale ou féodale · Ruine ou disparu                              | Motte castrale de Bergholtz                                           | Bergholtz                         | Inscrit MH (1985) · Notice no PA00085351 · Notice no IA00054811                                                 | XIe et XIIe siècles, détruit                                                              | 47° 55′ 13″ N, 7° 15′ 02″ E |              |
| Château fort · Ruine ou disparu                                           | Château de Bilstein                                                   | Riquewihr                         | Classé MH (1898, 1930) · Notice no PA00085599 · Notice no IA68003945                                            | XIIe et XIVe siècles                                                                      | 48° 11′ 44″ N, 7° 16′ 11″ E |              |
| Château fort · Ruine ou disparu                                           | Château du Blochmont                                                  | Kiffis                            | Notice no IA68002454                                                                                            | XIIIe et XIVe siècles                                                                     | 47° 26′ 51″ N, 7° 20′ 37″ E |              |
| Château fort · Classicisme, classique                                     | Château de Blotzheim                                                  | Ranspach-le-Bas / Blotzheim       | Notice no IA00024385                                                                                            | XIIIe siècle, XVIIIe et XIXe siècles                                                      | 47° 35′ 05″ N, 7° 27′ 30″ E |              |
| Château fort · Ruine ou disparu                                           | Château du Blumenstein                                                | Soultzmatt                        | | Moyen Âge                                                                                 |                             |              |
| Château fort · Renaissance                                                | Château de Bollwiller                                                 | Bollwiller                        | Inscrit MH (2007) · Notice no PA68000053 · Notice no IA00111860                                                 | Moyen Âge, XVIe et XIXe siècles                                                           | 47° 51′ 43″ N, 7° 15′ 37″ E |              |
| Maison (noble)                                                            | Château Brunck de Freundeck                                           | Gueberschwihr (26 Rue Basse)      | Notice no IA68004181                                                                                            | XVIe et XVIIe siècles, XVIIIe et XIXe siècles                                             | 48° 00′ 07″ N, 7° 16′ 33″ E |              |
| Château fort                                                              | Château de Bucheneck                                                  | Soultz-Haut-Rhin                  | Inscrit MH (1984) · Notice no PA00085679 · Notice no IA00111953                                                 | XIIIe et XVIe siècles, XVIIIe et XIXe siècles, musée                                      | 47° 53′ 13″ N, 7° 13′ 39″ E |              |
| Château fort · Ruine ou disparu                                           | Château du Burgstall                                                  | Guebwiller                        | | Moyen Âge, vestiges du mur au centre du village                                           | 47° 54′ 39″ N, 7° 12′ 35″ E |              |
| Château fort · Ruine ou disparu                                           | Château de Burgthalschloss                                            | Soultzbach-les-Bains (Herrenwald) | Notice no IA68001373                                                                                            | XIVe siècle                                                                               |                             |              |
| Motte castrale ou féodale · Château fort · Ruine ou disparu               | Château de Butenheim                                                  | Petit-Landau                      | Inscrit MH (1964) · Notice no PA00085582                                                                        | XIe siècle, XIIe et XVIe siècles                                                          | 47° 44′ 46″ N, 7° 30′ 54″ E |              |
| Néo-baroque                                                               | Château Burrus                                                        | Sainte-Croix-aux-Mines            | Inscrit MH (1993) · Notice no PA00125235 · Notice no IA68007218                                                 | XXe siècle                                                                                | 48° 15′ 46″ N, 7° 13′ 26″ E |              |
| Renaissance                                                               | Château des comtes de Montbéliard-Wurtemberg (Württemberg-Mömpelgard) | Riquewihr                         | Classé MH (1900, 1930) · Notice no PA00085598 · Notice no IA68000789                                            | XVIe siècle                                                                               | 48° 09′ 57″ N, 7° 17′ 56″ E |              |
| Château fort · Classicisme, classique · Ruine ou disparu                  | Château des comtes de Montjoie-Hirsingue (Hirsingen)                  | Hirsingue                         | Notice no IA68002854                                                                                            | Moyen Âge, XVIIIe siècle, pillé et rasé à la Révolution                                   | 47° 35′ 09″ N, 7° 14′ 52″ E |              |
| Palais                                                                    | Palais du Conseil souverain d'Alsace                                  | Colmar                            | Inscrit MH (1930) · Classé MH (1998) · Notice no PA00085404                                                     | XVIe et XVIIIe siècles                                                                    | 48° 04′ 33″ N, 7° 21′ 29″ E |              |
| Château fort · Ruine ou disparu                                           | Château de Dagsbourg                                                  | Eguisheim                         | Classé MH (1840) · Notice no PA00085413 · Notice no IA68003582 · Notice no IA68003607                           | XIIe et XIIIe siècles, une des « Trois Châteaux » de Haut-Eguisheim                       | 48° 02′ 21″ N, 7° 16′ 23″ E |              |
| Château fort · Renaissance                                                | Château de Dornach (Château Zu-Rhein)                                 | Mulhouse                          | Notice no IA00096622                                                                                            | XIVe siècle, XVIe et XVIIe siècles                                                        | 47° 44′ 39″ N, 7° 18′ 44″ E |              |
| Château fort · Ruine ou disparu                                           | Château de Drachenfels                                                | Vieux-Thann                       | Notice no IA00024357                                                                                            | XIIIe siècle, détruit                                                                     | 47° 48′ 40″ N, 7° 07′ 08″ E |              |
| Château fort · Ruine ou disparu                                           | Château d'Échéry (Haut-Eckerich)                                      | Sainte-Croix-aux-Mines            | Notice no IA68007238                                                                                            | XIIIe et XVe siècles                                                                      | 48° 16′ 06″ N, 7° 11′ 47″ E |              |
| Château fort · Ruine ou disparu                                           | Château d'Engelbourg (Engelsburg)                                     | Thann                             | Classé MH (1898) · Notice no PA00085695 · Notice no IA00024352                                                  | XIIe et XIIIe siècles, XIVe et XVe siècles, « l'Œil de la Sorcière »                      | 47° 48′ 53″ N, 7° 06′ 04″ E |              |
| Renaissance                                                               | Château de la famille d'Eplingen (Château de Hagenthal)               | Hagenthal-le-Bas                  | Inscrit MH (2010) · Notice no PA68000057                                                                        | XVIe et XVIIe siècles                                                                     | 47° 31′ 26″ N, 7° 28′ 36″ E |              |
| Château fort · Ruine ou disparu                                           | Château de Ferrette                                                   | Ferrette                          | Classé MH (1930) · Notice no PA00085430 · Notice no IA68002433                                                  | XIIe et XIIIe siècles, XIVe et XVIe siècles, en bon état de conservation/bien restauré    | 47° 29′ 36″ N, 7° 19′ 06″ E |              |
| Motte castrale ou féodale · Ruine ou disparu                              | Château de Folgensbourg                                               | Folgensbourg (Zollbuchel)         | Notice no IA00024421                                                                                            | XIVe siècle                                                                               |                             |              |
| Château fort · Ruine ou disparu                                           | Château de Freundstein                                                | Goldbach-Altenbach                | Classé MH (1922) · Notice no PA00085432 · Notice no IA68003093                                                  | XIIIe et XIVe siècles, XVIe siècle                                                        | 47° 52′ 13″ N, 7° 07′ 30″ E |              |
| Château fort                                                              | Château de Friedbourg (Friedberg)                                     | Saint-Amarin                      | Notice no IA68003184                                                                                            | XIIIe et XIXe siècles                                                                     | 47° 52′ 28″ N, 7° 01′ 58″ E |              |
| Château fort · Ruine ou disparu                                           | Château de Gestion                                                    | Labaroche                         | Notice no IA68007706                                                                                            | XIIe siècle                                                                               | 48° 07′ 46″ N, 7° 11′ 45″ E |              |
| Château fort · Ruine ou disparu                                           | Château du Gigersbourg (Gigersburg)                                   | Wihr-au-val                       | Notice no IA68001364                                                                                            | XIIe siècle, ou Girsberg-au val                                                           | 48° 02′ 40″ N, 7° 13′ 14″ E |              |
| Château fort · Ruine ou disparu                                           | Château du Girsberg                                                   | Ribeauvillé                       | Classé MH (1841, 1930) · Notice no PA00085585 · Notice no IA68007141 · Notice no IA68007143                     | XIIIe et XIVe siècles, XVe siècle                                                         | 48° 12′ 13″ N, 7° 18′ 26″ E |              |
| Renaissance                                                               | Château de Gohr                                                       | Wattwiller                        | Notice no IA68004659                                                                                            | XVIe et XXe siècles                                                                       | 47° 50′ 07″ N, 7° 10′ 39″ E |              |
| Château fort · Ruine ou disparu                                           | Château du Griechenfels (Altschloss)                                  | Soultzmatt                        | | Moyen Âge                                                                                 |                             |              |
| Château fort · Renaissance                                                | Château de Guémar (Molkenbourg et ancienne enceinte)                  | Guémar                            | Inscrit MH (1932) · Notice no PA00085450 · Notice no PA00085451 · Notice no IA68006068 · Notice no IA68006070   | XIIIe et XIVe siècles, XVIe et XVIIIe siècles                                             | 48° 11′ 13″ N, 7° 23′ 43″ E |              |
| Château fort · Ruine ou disparu                                           | Château du Gutenbourg (Gutenburg, Judenburg)                          | Le Bonhomme                       | Notice no IA68007315                                                                                            | XIIe et XIIIe siècles                                                                     | 48° 10′ 20″ N, 7° 07′ 15″ E |              |
| Styles xxe siècle                                                         | Château Hagenbach                                                     | Wattwiller                        | Notice no IA68004623                                                                                            | XXe siècle                                                                                | 47° 50′ 03″ N, 7° 10′ 31″ E |              |
| Château fort · Ruine ou disparu                                           | Château fort de Hagenthal                                             | Hagenthal-le-Bas                  | Notice no IA00024446                                                                                            | Moyen Âge, emplacement exact du château fort inconnu                                      |                             |              |
| Château fort · Ruine ou disparu                                           | Château de Hagueneck (Hageneck)                                       | Wettolsheim                       | Classé MH (1923) · Notice no PA00085734 · Notice no IA68003748                                                  | XIIe et XIIIe siècles, XVIe siècle                                                        | 48° 03′ 08″ N, 7° 16′ 30″ E |              |
| Château fort · Ruine ou disparu                                           | Château de Haneck                                                     | Soultzbach-les-Bains              | Notice no IA68001371                                                                                            | XIIIe siècle                                                                              | 48° 01′ 24″ N, 7° 12′ 43″ E |              |
| Château fort · Ruine ou disparu                                           | Château de Hartfelsen (Hartfelsenschloss)                             | Soultz-Haut-Rhin                  | | XIIIe siècle                                                                              | 47° 52′ 20″ N, 7° 08′ 43″ E |              |
| Château fort · Renaissance                                                | Château de Hartmannswiller (Hartmannsweiler)                          | Hartmannswiller                   | Inscrit MH (1988) · Notice no PA00085454 · Notice no IA00111883                                                 | XIIe et XIVe siècles, XVIe et XVIIIe siècles                                              | 47° 51′ 45″ N, 7° 13′ 08″ E |              |
| Château fort                                                              | Château des Hattstatt-Schauenbourg                                    | Soultzbach-les-Bains              | Inscrit MH (2009) · Notice no PA68000056 · Notice no IA68001374 · Notice no IA68001375                          | XIIe et XVIe siècles, XVIIe et XVIIIe siècles                                             | 48° 02′ 10″ N, 7° 12′ 05″ E |              |
| Château fort · Ruine ou disparu                                           | Château de Haut-Hattstatt (Hoh-Hattstatt, Barbenstein)                | Hattstatt                         | Notice no IA68004294                                                                                            | Xe et XIIIe siècles                                                                       | 48° 01′ 26″ N, 7° 14′ 14″ E |              |
| Château fort · Ruine ou disparu                                           | Château du Haut-Ribeaupierre (Hohrappoltstein)                        | Ribeauvillé                       | Classé MH (1841, 1930) · Notice no PA00085585 · Notice no IA68007141 · Notice no IA68007143                     | XIIe et XVe siècles, XVIe et XIXe siècles                                                 | 48° 12′ 23″ N, 7° 18′ 20″ E |              |
| Classicisme, classique                                                    | Château Heeckeren d'Anthès                                            | Soultz-Haut-Rhin                  | Notice no IA00111954                                                                                            | XVIIe et XVIIIe siècles, XIXe et XXe siècles                                              | 47° 53′ 17″ N, 7° 13′ 42″ E |              |
| Manoir, gentilhommière                                                    | Château de Hegenheim                                                  | Hégenheim                         | Inscrit MH (1990) · Notice no PA00085745 · Notice no IA00024469                                                 | construit en 1737                                                                         | 47° 33′ 45″ N, 7° 31′ 43″ E |              |
| Château fort · Renaissance                                                | Château de Heidwiller (Heidweiler)                                    | Heidwiller                        | Inscrit MH (1996) · Notice no PA68000005 · Notice no IA68005232                                                 | XIIe et XIVe siècles, XVe et XVIe siècles, XVIIIe et XIXe siècles, volé à la Révolution   | 47° 39′ 31″ N, 7° 14′ 22″ E |              |
| Château fort · Ruine ou disparu                                           | Château du Herrenfluh                                                 | Uffholtz / Wattwiller             | Notice no IA68004645                                                                                            | XIVe siècle                                                                               | 47° 50′ 34″ N, 7° 08′ 48″ E |              |
| Motte castrale ou féodale · Ruine ou disparu                              | Motte castrale de Hirtzbach                                           | Hirtzbach                         | | Moyen Âge                                                                                 |                             |              |
| Château fort · Ruine ou disparu                                           | Château de Hirtzenstein                                               | Wattwiller                        | Notice no IA68004648                                                                                            | XIIIe siècle                                                                              | 47° 50′ 46″ N, 7° 10′ 03″ E |              |
| Motte castrale ou féodale · Ruine ou disparu                              | Motte castrale de Hohenbourg (Hoheburg)                               | Traubach-le-Haut                  | | Moyen Âge, détruit                                                                        | 47° 40′ 21″ N, 7° 05′ 10″ E |              |
| Château fort · Ruine ou disparu                                           | Château du Hohlandsbourg (Hohlandsburg)                               | Wintzenheim                       | Classé MH (1840) · Notice no PA00085738 · Notice no IA68003784                                                  | XIIIe et XIVe siècles, XVIe siècle, en bon état de conservation/bien restauré             | 48° 03′ 36″ N, 7° 16′ 09″ E |              |
| Château fort · Ruine ou disparu                                           | Château du Hohnack (Petit Hohnack)                                    | Labaroche                         | Classé MH (1905) · Notice no PA00085500 · Notice no IA68007705                                                  | XIIe et XIIIe siècles, XVe et XVIe siècles                                                | 48° 05′ 39″ N, 7° 11′ 02″ E |              |
| Château fort · Ruine ou disparu                                           | Château du Hohrupf                                                    | Lautenbachzell                    | Notice no IA00054808                                                                                            | XIIIe siècle                                                                              | 47° 55′ 48″ N, 7° 08′ 57″ E |              |
| Renaissance · Ruine ou disparu                                            | Château de Horbourg                                                   | Horbourg-Wihr                     | Notice no IA68004913                                                                                            | XVIe siècle                                                                               | 48° 04′ 48″ N, 7° 23′ 41″ E |              |
| Château fort · Ruine ou disparu                                           | Château du Hugstein                                                   | Buhl et Guebwiller                | Classé MH (1898) · Notice no PA68000067 · Notice no PA68000068 · Notice no IA00054791                           | XIIIe et XVe siècles, XVIe siècle                                                         | 47° 55′ 15″ N, 7° 11′ 31″ E |              |
| Forteresse, fort(ification) · Ruine ou disparu                            | Forteresse de Huningue (Festung Hüningen)                             | Huningue                          | Notice no IA00024492                                                                                            | XVIIe siècle                                                                              | 47° 35′ 32″ N, 7° 35′ 06″ E |              |
| Château fort · Ruine ou disparu                                           | Château du Husenbourg (Husenburg)                                     | Lautenbachzell (Sengern)          | Notice no IA00054809                                                                                            | Moyen Âge                                                                                 |                             |              |
| Maison (noble)                                                            | Château d'Husseren (« Le Château »)                                   | Husseren-les-Châteaux             | Notice no IA68003602                                                                                            | XVIIIe siècle, en bon état de conservation/bien restauré                                  | 48° 02′ 08″ N, 7° 16′ 49″ E |              |
| Renaissance                                                               | Château des Ifs                                                       | Kientzheim                        | Inscrit MH (1999) · Notice no PA68000023 · Notice no IA68004087                                                 | XVIe et XVIIIe siècles                                                                    | 48° 08′ 07″ N, 7° 17′ 14″ E |              |
| Château fort · Renaissance                                                | Château d'Isenbourg (Isenburg)                                        | Rouffach                          | Notice no IA68004579 Notice no IA68004441                                                                       | XIIe et XVIe siècles, XVIe et XIXe siècles, aujourd'hui hôtel de luxe                     | 47° 57′ 46″ N, 7° 17′ 48″ E |              |
| Motte castrale ou féodale · Ruine ou disparu                              | Motte castrale de Issenheim                                           | Issenheim                         | Notice no IA00111896                                                                                            | XIVe siècle, détruit                                                                      | 47° 54′ 10″ N, 7° 15′ 17″ E |              |
| Château fort · Ruine ou disparu                                           | Château de Jungholtz                                                  | Jungholtz                         | Inscrit MH (1991) · Classé MH (1995) · Notice no PA00085770 · Notice no IA00111914                              | XIIIe et XIVe siècles, XVIIe et XXe siècles                                               | 47° 52′ 57″ N, 7° 11′ 42″ E |              |
| Forteresse, fort(ification) · Ruine ou disparu                            | Site fortifié du Kastelberg                                           | Kœstlach / Mœrnach                | Inscrit MH (1907) · Notice no PA00085499 · Notice no IA68002461                                                 | IVe siècle                                                                                | 47° 30′ 11″ N, 7° 16′ 23″ E |              |
| Château fort · Ruine ou disparu                                           | Château de Kaysersberg (Schlossberg)                                  | Kaysersberg                       | Classé MH (1841) · Inscrit MH (1995) · Notice no PA00085474 · Notice no IA68000579 · Notice no IA68000578       | XIIIe et XIVe siècles, XVe siècle, en bon état de conservation/bien restauré              | 48° 08′ 25″ N, 7° 15′ 44″ E |              |
| Maison (noble) · Néo-baroque                                              | Château Lacour                                                        | Sainte-Marie-aux-Mines            | Inscrit MH (1999) · Notice no PA68000026 · Notice no IA68007267                                                 | XXe siècle                                                                                | 48° 14′ 34″ N, 7° 10′ 20″ E |              |
| Château fort · Ruine ou disparu                                           | Château du Landskron                                                  | Leymen                            | Classé MH (1923) · Notice no PA00085505 · Notice no IA00024547                                                  | XIIIe et XVIe siècles, XVIIe et XVIIIe siècles, en bon état de conservation/bien restauré | 47° 29′ 18″ N, 7° 29′ 25″ E |              |
| Château fort · Ruine ou disparu                                           | Château du Laubeck                                                    | Pfaffenheim                       | « Photo », notice no AP99L000509                                                                                | XIIe siècle                                                                               | 48° 00′ 56″ N, 7° 12′ 11″ E |              |
| Château fort · Ruine ou disparu                                           | Château de Liebenstein                                                | Liebsdorf                         | Notice no IA68002474                                                                                            | XIIIe siècle                                                                              | 47° 28′ 22″ N, 7° 13′ 49″ E |              |
| Château fort · Renaissance                                                | Château de Lupfen-Schwendi                                            | Kientzheim                        | Inscrit MH (1994) · Notice no PA00085497 · Notice no IA68004085                                                 | XVe et XVIe siècles, XIXe siècle                                                          | 48° 08′ 06″ N, 7° 17′ 18″ E |              |
| Motte castrale ou féodale · Ruine ou disparu                              | Motte féodale de Manspach                                             | Dannemarie                        | Inscrit MH (1997) · Notice no PA00135157                                                                        | Moyen Âge, détruit                                                                        | 47° 37′ 13″ N, 7° 06′ 32″ E |              |
| Château fort · Ruine ou disparu                                           | Château de Martinsbourg (Martinsburg)                                 | Wettolsheim                       | | Moyen Âge                                                                                 | 48° 03′ 20″ N, 7° 17′ 58″ E |              |
| Motte castrale ou féodale · Ruine ou disparu                              | Motte castrale de Meyenheim                                           | Meyenheim                         | Inscrit MH (1985, 1986) · Notice no PA00085521 · Notice no IA00074288                                           | XIIe siècle, détruit                                                                      | 47° 54′ 54″ N, 7° 21′ 30″ E |              |
| Château fort · Ruine ou disparu                                           | Château de Meywihr                                                    | Ammerschwihr                      | Inscrit MH (1956) · Notice no PA00085324 · Notice no IA68000757                                                 | Xe et XIIe siècles                                                                        | 48° 07′ 21″ N, 7° 16′ 52″ E |              |
| Château fort · Maison (noble)                                             | Château du Mittelbourg (Storckenhaus)                                 | Gueberschwihr (3 Rue Basse)       | Notice no IA68004171                                                                                            | Moyen Âge, XVIe et XXe siècles                                                            | 48° 00′ 15″ N, 7° 16′ 35″ E |              |
| Château fort · Ruine ou disparu                                           | Château du Morimont (Burg Mörsberg)                                   | Oberlarg                          | Classé MH (1841) · Notice no PA00085570 · Notice no IA68002588                                                  | XIIIe et XIVe siècles, XVe et XVIe siècles, en bon état de conservation/bien restauré     | 47° 26′ 44″ N, 7° 12′ 51″ E |              |
| Château fort · Classicisme, classique                                     | Château de la Neuenbourg                                              | Guebwiller                        | Notice no IA00054848                                                                                            | XIVe siècle, XVIIIe et XIXe siècles                                                       | 47° 54′ 19″ N, 7° 12′ 55″ E |              |
| Forteresse, fort(ification) · Ruine ou disparu                            | Citadelle de Neuf-Brisach                                             | Neuf-Brisach                      | Inscrit MH (1932) · Classé MH (1962, 1963) · Notice no PA00085566 · Notice no IA68005202 · Notice no IA68005203 | XVIIe et XVIIIe siècles                                                                   | 48° 01′ 04″ N, 7° 31′ 42″ E |              |
| Forteresse, fort(ification) · Ruine ou disparu                            | Château d'Oberlinger                                                  | Guebwiller                        | Notice no IA00054972                                                                                            | Xe et XIIe siècles                                                                        | 47° 55′ 08″ N, 7° 13′ 19″ E |              |
| Château fort · Classicisme, classique · Maison (noble) · Domaine viticole | Château d'Ollwiller (Ollweiler, Château de Waldner de Freundstein)    | Wuenheim                          | Notice no IA00112005                                                                                            | XIIIe et XVIIIe siècles, restauré au XIXe siècle                                          | 47° 51′ 52″ N, 7° 12′ 07″ E |              |
| Château fort · Renaissance · Classicisme, classique                       | Château d'Orschwihr                                                   | Orschwihr                         | Inscrit MH (1988) · Notice no PA00085576 · Notice no IA00054886                                                 | XIIIe et XVIe siècles, XVIIIe et XIXe siècles                                             | 47° 56′ 06″ N, 7° 14′ 04″ E |              |
| Motte castrale ou féodale · Ruine ou disparu                              | Motte castrale de Ostein                                              | Issenheim                         | | Moyen Âge, détruit                                                                        |                             |              |
| Château fort · Ruine ou disparu                                           | Château du Pflixbourg (Pflixburg)                                     | Wintzenheim                       | Inscrit MH (1968) · Notice no PA00085739 · Notice no IA68003785                                                 | XIIIe et XIVe siècles                                                                     | 48° 04′ 02″ N, 7° 15′ 16″ E |              |
| Motte castrale ou féodale · Ruine ou disparu                              | Motte castrale de Pulversheim                                         | Pulversheim                       | Notice no IA00074381                                                                                            | XIVe et XVe siècles, détruit                                                              | 47° 50′ 06″ N, 7° 17′ 51″ E |              |
| Motte castrale ou féodale · Ruine ou disparu                              | Motte castrale de Rantzwiller (Rantzweiler)                           | Rantzwiller                       | | Moyen Âge, détruit                                                                        |                             |              |
| Château fort · Styles xxe siècle                                          | Château de Reichenberg                                                | Bergheim                          | Inscrit MH (1995) · Notice no PA00135156 · Notice no IA68006907                                                 | XIIIe siècle, XIXe et XXe siècles                                                         | 48° 12′ 52″ N, 7° 20′ 15″ E |              |
| Château fort · Renaissance                                                | Château de Reichenstein                                               | Kientzheim                        | Inscrit MH (1996) · Notice no PA00085498 · Notice no IA68004086                                                 | XVe et XVIe siècles, XVIIe et XVIIIe siècles                                              | 48° 08′ 10″ N, 7° 16′ 59″ E |              |
| Château fort · Ruine ou disparu                                           | Château de Reichenstein                                               | Riquewihr                         | Inscrit MH (1990) · Notice no PA00085761 · Notice no IA68003946                                                 | XIIIe siècle                                                                              | 48° 10′ 38″ N, 7° 16′ 49″ E |              |
| Classicisme, classique                                                    | Château de Reinach (Château de Hirtzbach)                             | Hirtzbach                         | Inscrit MH (1990) · Classé MH (2000) · Notice no PA00085746 · Notice no IA68002882                              | XVIIIe et XIXe siècles, propriété des barons François, Christian et Philippe de Reinach   | 47° 35′ 53″ N, 7° 13′ 28″ E |              |
| Château fort · Ruine ou disparu                                           | Château de Reineck (Rheineck, Rheinegg)                               | Leymen                            | Notice no IA00024549                                                                                            | XIIIe siècle, vestiges communs avec ceux des casemates du Landskron                       | 47° 29′ 21″ N, 7° 28′ 58″ E |              |
| Renaissance · Classicisme, classique                                      | Château du Ribeauvillé (Château bas des Ribeaupierre)                 | Ribeauvillé                       | Inscrit MH (1997) · Notice no PA68000013 · Notice no IA68006929 · Notice no IA68007115                          | XVIe et XVIIe siècles, XVIIIe et XXe siècles                                              | 48° 11′ 54″ N, 7° 18′ 58″ E |              |
| Château fort · Ruine ou disparu                                           | Château de Ringelstein (Masmünster)                                   | Masevaux-Niederbruck              | | XIIIe siècle                                                                              | 47° 46′ 19″ N, 6° 59′ 49″ E |              |
| Château fort · Forteresse, fort(ification)                                | Château de Riquewihr (Anciennes fortifications)                       | Riquewihr                         | Classé MH (1900) · Inscrit MH (1986, 1996, 2000) · Notice no PA00085603 · Notice no IA68000787                  | XIIIe siècle, XVIe et XVIIe siècles                                                       | 48° 10′ 02″ N, 7° 17′ 44″ E |              |
| Château fort · Résidence épiscopale                                       | Château de Saint-Léon-Pfalz (Château des évêques de Strasbourg)       | Eguisheim                         | Classé MH (1903) · Notice no PA00085414 · Notice no IA68003508                                                  | VIIIe et XIIIe siècles                                                                    | 48° 02′ 33″ N, 7° 18′ 22″ E |              |
| Château fort · Ruine ou disparu                                           | Château de Saint-Ulrich                                               | Ribeauvillé                       | Classé MH (1841, 1930) · Notice no PA00085585 · Notice no IA68007141 · Notice no IA68007144                     | Moyen Âge, en bon état de conservation/bien restauré                                      | 48° 12′ 10″ N, 7° 18′ 18″ E |              |
| Motte castrale ou féodale · Ruine ou disparu                              | Motte castrale de Saint-Ulrich                                        | Saint-Ulrich                      | | Moyen Âge, détruit                                                                        |                             |              |
| Château fort · Ruine ou disparu                                           | Château de Sainte-Croix-en-Plaine                                     | Sainte-Croix-en-Plaine            | | Moyen Âge, détruit                                                                        | 48° 00′ 33″ N, 7° 23′ 10″ E |              |
| Château fort · Ruine ou disparu                                           | Château de Schlossbuckel                                              | Rimbachzell                       | Notice no IA00054785                                                                                            | Xe siècle                                                                                 | 47° 53′ 40″ N, 7° 10′ 52″ E |              |
| Château fort · Ruine ou disparu                                           | Château du Schrankenfels                                              | Soultzbach-les-Bains              | Notice no IA68001372                                                                                            | XIIIe siècle, (ruines récemment restaurées)                                               | 48° 01′ 19″ N, 7° 12′ 48″ E |              |
| Château fort · Ruine ou disparu                                           | Château de Schwartzenbourg (Schwarzenberg)                            | Griesbach-au-Val                  | « Photo », notice no AP99L000349                                                                                | XIIIe siècle                                                                              | 48° 02′ 16″ N, 7° 09′ 53″ E |              |
| Château fort · Ruine ou disparu                                           | Château de Schweighouse-Thann                                         | Schweighouse-Thann                | Notice no IA68004598                                                                                            | XVe et XVIe siècles, XVIIe et XVIIIe siècles, détruit                                     | 47° 45′ 13″ N, 7° 10′ 08″ E |              |
| Château fort · Ruine ou disparu                                           | Château du Sonnenbourg (Sonnenburg)                                   | Wihr-au-Val                       | Notice no IA68001294 Notice no IA68001293 Notice no IA68001295 Notice no PA00085736                             | XIIe et XIVe siècles                                                                      | 48° 03′ 11″ N, 7° 12′ 08″ E |              |
| Motte castrale ou féodale · Ruine ou disparu                              | Motte castrale de Spechbach                                           | Spechbach                         | | Moyen Âge, détruit                                                                        |                             |              |
| Château fort · Ruine ou disparu                                           | Château du Staufen (Staufenberg)                                      | Wihr-au-Val                       | | XIIIe siècle                                                                              | 48° 02′ 03″ N, 7° 13′ 57″ E |              |
| Château fort · Ruine ou disparu · Manoir, gentilhommière                  | Château de Steinbrunn-le-Bas                                          | Steinbrunn-le-Bas                 | Inscrit MH (1984) · Notice no PA00085693 · Notice no IA00122623                                                 | XVe siècle, XVIe et XVIIe siècles                                                         | 47° 40′ 31″ N, 7° 22′ 16″ E |              |
| Manoir, gentilhommière                                                    | Château de Steinbrunn-le-Haut                                         | Steinbrunn-le-Haut                | Notice no IA00122635                                                                                            | XIXe siècle, volé et pillé à la Révolution                                                | 47° 39′ 44″ N, 7° 20′ 58″ E |              |
| Château fort · Ruine ou disparu                                           | Château du Stettenberg (Altschloss)                                   | Orschwihr                         | Notice no IA00054887                                                                                            | XIIe siècle                                                                               | 47° 56′ 19″ N, 7° 13′ 27″ E |              |
| Château fort · Ruine ou disparu                                           | Château de Stoerenbourg (Störenburg)                                  | Husseren-Wesserling / Mitzach     | Notice no IA68003103                                                                                            | XIIIe et XIVe siècles                                                                     | 47° 52′ 41″ N, 7° 00′ 11″ E |              |
| Maison (noble)                                                            | Château de la Thumenau                                                | Plobsheim                         | Notice no IA00024101                                                                                            | XIXe siècle                                                                               | 48° 27′ 14″ N, 7° 42′ 40″ E |              |
| Forteresse, fort(ification) · Ruine ou disparu                            | Château d'Unterlinger                                                 | Guebwiller                        | Notice no IA00054972                                                                                            | Xe et XIIe siècles                                                                        | 47° 55′ 00″ N, 7° 13′ 12″ E |              |
| Motte castrale ou féodale · Classicisme, classique                        | Château des Vignacourt                                                | Courtavon                         | Notice no IA68002352                                                                                            | Moyen Âge, XVIIe siècle                                                                   | 47° 27′ 38″ N, 7° 11′ 56″ E |              |
| Château fort · Maison (noble) · Domaine viticole                          | Château Wagenbourg (Wagenburg)                                        | Soultzmatt                        | Inscrit MH (1987) · Notice no PA00085688 · Notice no IA68003946                                                 | XVe et XVIIIe siècles                                                                     | 47° 57′ 33″ N, 7° 14′ 31″ E |              |
| Château fort · Ruine ou disparu                                           | Château de Wahlenbourg (Wahlenburg)                                   | Husseren-les-Châteaux             | Classé MH (1840) · Notice no PA00085464                                                                         | XIIIe siècle, une des « Trois Châteaux » de Haut-Eguisheim                                | 48° 02′ 20″ N, 7° 16′ 23″ E |              |
| Château fort · Renaissance                                                | Château de Walbach                                                    | Walbach                           | Inscrit MH (1946) · Notice no PA00085728 · Notice no IA68003718                                                 | XIVe et XVe siècles, XVIe et XVIIIe siècles                                               | 48° 03′ 52″ N, 7° 13′ 15″ E |              |
| Château fort · Ruine ou disparu                                           | Château du Waldeck                                                    | Leymen                            | Notice no IA00024548                                                                                            | XIIe siècle                                                                               | 47° 29′ 07″ N, 7° 28′ 31″ E |              |
| Château fort · Ruine ou disparu                                           | Château de Wassenberg (Strohbourg, Strohberg)                         | Wasserbourg                       | Notice no IA68001051                                                                                            | XIIIe siècle                                                                              | 47° 58′ 48″ N, 7° 08′ 16″ E |              |
| Château fort · Forteresse, fort(ification) · Ruine ou disparu             | Tours de Wattwiller (et fortification)                                | Wattwiller                        | Classé MH (1928) · Notice no PA00085731 · Notice no IA68004622                                                  | XIIIe et XVIe siècles                                                                     | 47° 50′ 07″ N, 7° 10′ 47″ E |              |
| Motte castrale ou féodale · Ruine ou disparu                              | Château de Weckenberg                                                 | Wattwiller                        | | XIVe siècle, à l'ouest du Château de Hagenbach, détruit                                   |                             |              |
| Château fort · Classicisme, classique · Ruine ou disparu                  | Château du Weckenthal                                                 | Berrwiller                        | Notice no IA00111852                                                                                            | XVe et XVIe siècles, XVIIe et XIXe siècles                                                | 47° 50′ 13″ N, 7° 12′ 41″ E |              |
| Château fort · Ruine ou disparu                                           | Château de Weckmund                                                   | Husseren-les-Châteaux             | Classé MH (1840) · Notice no PA00085464                                                                         | XIIIe siècle, une des « Trois Châteaux » de Haut-Eguisheim                                | 48° 02′ 18″ N, 7° 16′ 24″ E |              |
| Château fort · Ruine ou disparu                                           | Château du Wettolsheim                                                | Wettolsheim                       | | Moyen Âge détruit                                                                         |                             |              |
| Château fort · Ruine ou disparu                                           | Château de Wildenstein                                                | Kruth (Le Schlossberg)            | Notice no IA68003115                                                                                            | XIVe et XVIe siècles                                                                      | 47° 56′ 56″ N, 6° 57′ 35″ E |              |
| Château fort · Ruine ou disparu                                           | Château du Wineck                                                     | Katzenthal                        | Inscrit MH (1984, 1991) · Notice no PA00085470 · Notice no IA68003963                                           | XIIIe et XIVe siècles                                                                     | 48° 06′ 33″ N, 7° 16′ 41″ E |              |
| Motte castrale ou féodale · Ruine ou disparu                              | Motte castrale du Wittenheim (Motte féodale du Rebberg)               | Wittenheim                        | Inscrit MH (1989) · Notice no PA00085756 · Notice no IA00050994                                                 | Moyen Âge, détruit                                                                        | 47° 48′ 31″ N, 7° 20′ 29″ E |              |
| Château fort · Ruine ou disparu                                           | Château de Zellenberg                                                 | Zellenberg                        | Notice no IA68003976                                                                                            | XIIIe siècle, détruit                                                                     | 48° 10′ 05″ N, 7° 19′ 05″ E |              |
| Château fort · Renaissance                                                | Château des Zorn                                                      | Plobsheim                         | Inscrit MH (1929) · Notice no PA00084896 · Notice no IA00023122                                                 | Moyen Âge, XVIe siècle                                                                    | 48° 28′ 17″ N, 7° 43′ 31″ E |              |